# Codex Athous Laurensis
Der Codex Athous Laurensis (Gregory-Aland no. 044 oder Ψ; von Soden δ 6) ist eine griechische Handschrift des Neuen Testaments, die auf das 8. oder 9. Jahrhundert datiert wird. Die Handschrift ist nicht vollständig erhalten.

## Beschreibung
Die Handschrift besteht aus beinahe dem ganzen Neuen Testament (außer der Offenbarung des Johannes) auf 261 Pergamentblättern mit Lücken (Matthäus; Markus 1,1–9,5 und das letzte Blatt des Hebräerbriefs fehlen). Sie hat ein Format von 21 × 15,5 cm. Der Text steht in einer Spalte mit 31 Zeilen. Akzente, Spiritus asper und lenis sind vorhanden.
Die Handschrift enthält die Ammonianischen Abschnitte (Markus 233), den Eusebischen Kanon, und Neume.
Die katholischen Briefe sind in ungewöhnlicher Reihenfolge angeordnet: 1–2 Petrus, Jakobus, 1–3 Johannes, Judas.

## Text
Der griechische Text des Codex repräsentiert den alexandrinischen (Markus, Kath.) bzw. byzantinischen Texttyp (Lukas, Johannes). Er wird der Kategorie III zugeordnet.
Markus 11,26, 15,28, und die Perikope Johannes 7,53–8,11 fehlt.
Diese Handschrift enthält in Tim 3,16 die Variante θεος εφανερωθη.

## Geschichte
Der Codex wird im Kloster Megisti Lavra (Lavra B' 52) in Athos aufbewahrt.

## Bibliographie
- Kirsopp Lake: Texts from Mount Athos. Studia biblica et ecclesiastica 5, Oxford 1902, S. 89–185.
- Kirsopp Lake: The Text of Codex Ψ in St. Mark, JTS I (1900), S. 290–292.
- C. R. Gregory: Textkritik des Neuen Testaments. Leipzig 1900, Bd. 1, S. 94–95.